# Yangon Airways
Yangon Airways (бирм. ရန်ကုန် လေကြောင်းလိုင်း), — авиакомпания Мьянмы со штаб-квартирой в Янгоне, работающая в сфере регулярных пассажирских перевозок на внутренних маршрутах. Портом приписки авиакомпании и её главным транзитным узлом (хабом) является международный аэропорт Янгон.
С 2008 года Yangon Airways внесена в «чёрный список» Управления по контролю за иностранными активами казначейства Министерства финансов США, в связи с тем, что компания была замечена в перевозке наркотиков в интересах так называемой Объединённой армии государства Ва. Согласно положениям федерального закона США американским компаниям запрещено вести любой бизнес с фирмами и частными лицами, внесёнными в данный список.

## История
Yangon Airways была образована в октябре 1996 года в качестве совместного предприятия национальной авиакомпанией страны Myanma Airways и тайской фирмой «Krong-Sombat Company». В октябре 1997 года частная компания «MHE-Mayflower Company» выкупила тайскую долю, а в 2005 году — и долю Myanma Airways, тем самым Yangon Airways стала первой авиакомпанией Мьянмы, полностью находящейся в частном владении. В течение следующих трёх лет перевозчик увеличивал своё присутствие на внутреннем рынке, при этом в 2007 году рост пассажирского трафика составил 37 процентов, а в 2008 году — уже 41 процент.

## Маршрутная сеть

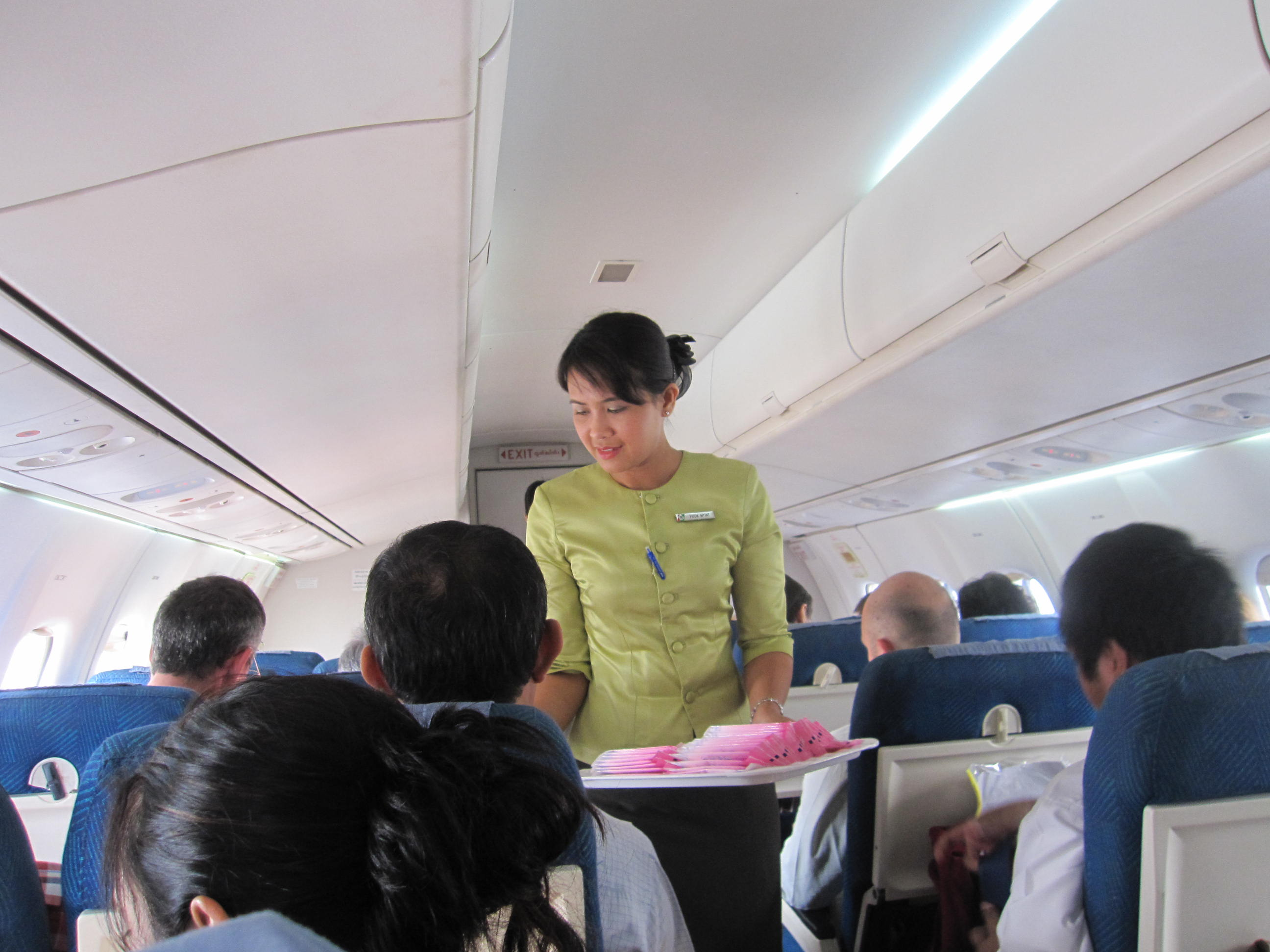
Обслуживание в полёте

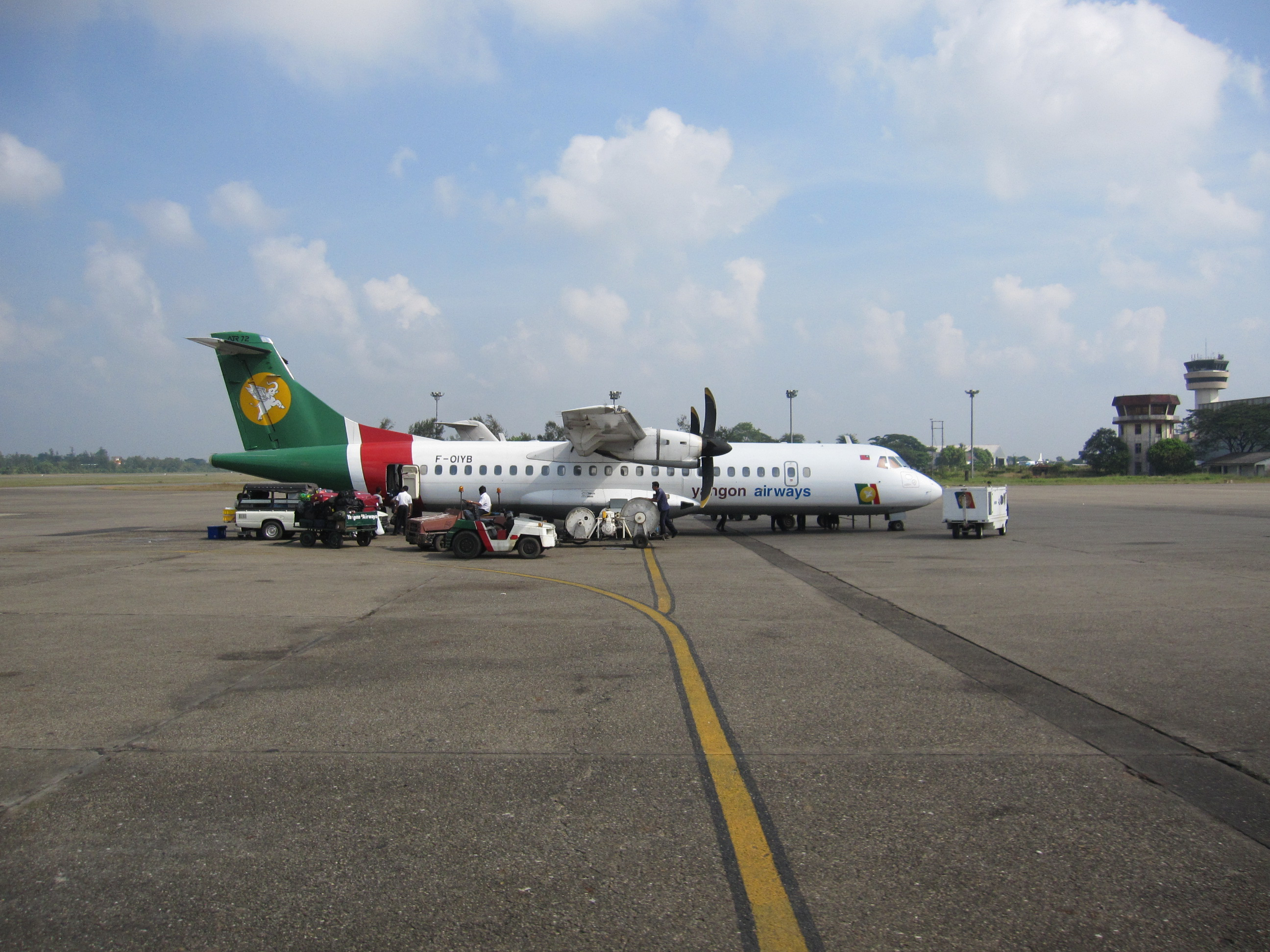
ATR 72 авиакомпании Yangon Airways на стоянке в международном аэропорту Янгон, 2009 год

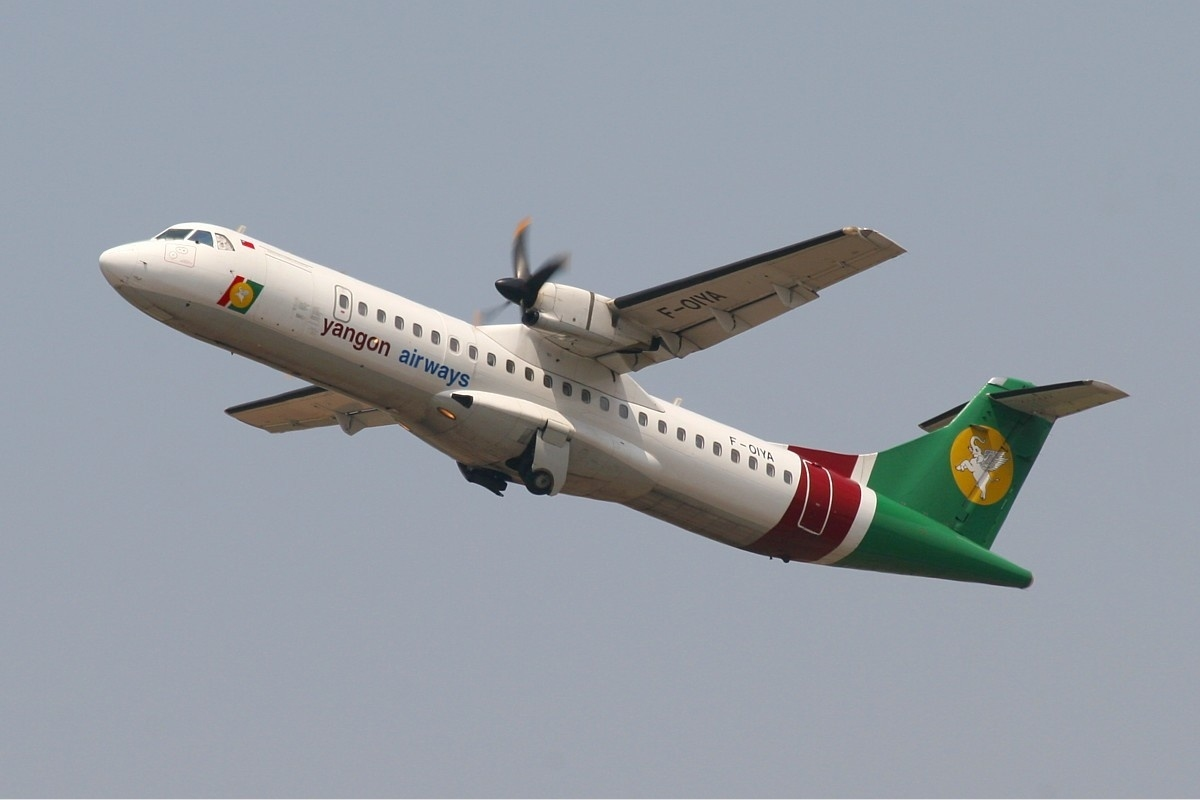
ATR 72 авиакомпании Yangon Airways

В ноябре 2015 года маршрутная сеть регулярных перевозок авиакомпании Yangon Airways охватывала следующие пункты назначения внутри страны:
- Баган — аэропорт Нияунг-У
- Тавой — аэропорт Тавой
- Хайхо — аэропорт Хайхо
- Кодаун — аэропорт Кодаун
- Чёнгтун — аэропорт Чёнгтун
- Мандалай — международный аэропорт Мандалай
- Мьей — аэропорт Мьей
- Мейтхила — аэропорт Мейтхила
- Нейпьидо — международный аэропорт Нейпьидо
- Тачхилуа — аэропорт Тачхилуа
- Янгон — международный аэропорт Янгон — хаб
- Бассейн — аэропорт Бассейн
- Моламьяйн — аэропорт Моламьяйн
- Пегу — международный аэропорт Пегу

## Флот
В 2014 году воздушный флот авиакомпании Yangon Airways составляли следующие самолёты: